# Liżma (stacja kolejowa)
Liżma (ros. Лижма, krl. Ližmi) – stacja kolejowa w miejscowości Liżma, w rejonie kondopożskim, w Karelii, w Rosji. Położona jest na linii Wołchow - Murmańsk.

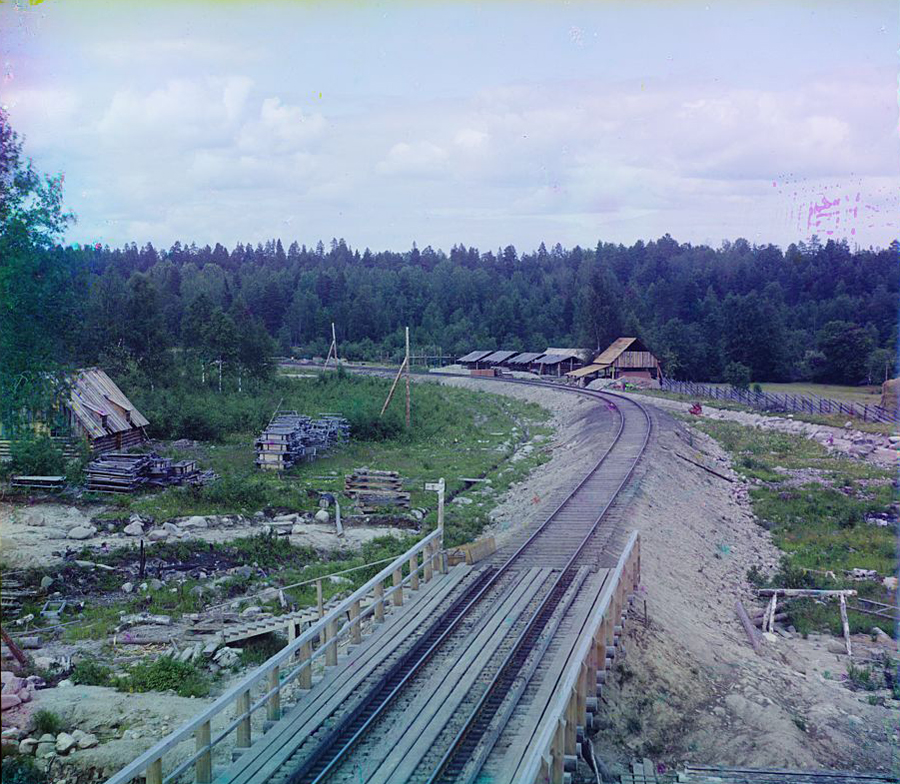
Liżma w 1916 na zdjęciu Siergieja Prokudina-Gorskiego